# Miezgovce
Miezgovce és un poble i municipi d'Eslovàquia que es troba a la regió de Trenčín.
 La primera menció escrita de la vila es remunta al 1389.

## Demografia
| Godina             | 1994 | 2004   | 2014    | 2024   |
| ------------------ | ---- | ------ | ------- | ------ |
| Nombre de persones | 242  | 245    | 280     | 298    |
| Diferència         |      | +1,23% | +14,28% | +6,42% |

| Godina             | 2023 | 2024   |
| ------------------ | ---- | ------ |
| Nombre de persones | 296  | 298    |
| Diferència         |      | +0,67% |